# Theodor Wilhelm Achtermann
Theodor Wilhelm Achtermann (Münster, 15 agosto 1799 – Roma, 26 maggio 1884) è stato uno scultore tedesco.

## Biografia
Operò in Germania nelle scuole di alcuni famosi scultori, poi nel 1839 si trasferì a Roma, dove rimase fino alla sua morte.
Fu molto produttivo in Italia, e infatti le sue migliori opere sono conservate nella Chiesa di Trinità dei Monti a Roma e nella Chiesa del Crocifisso di Rocca di Papa.

## Galleria d'immagini

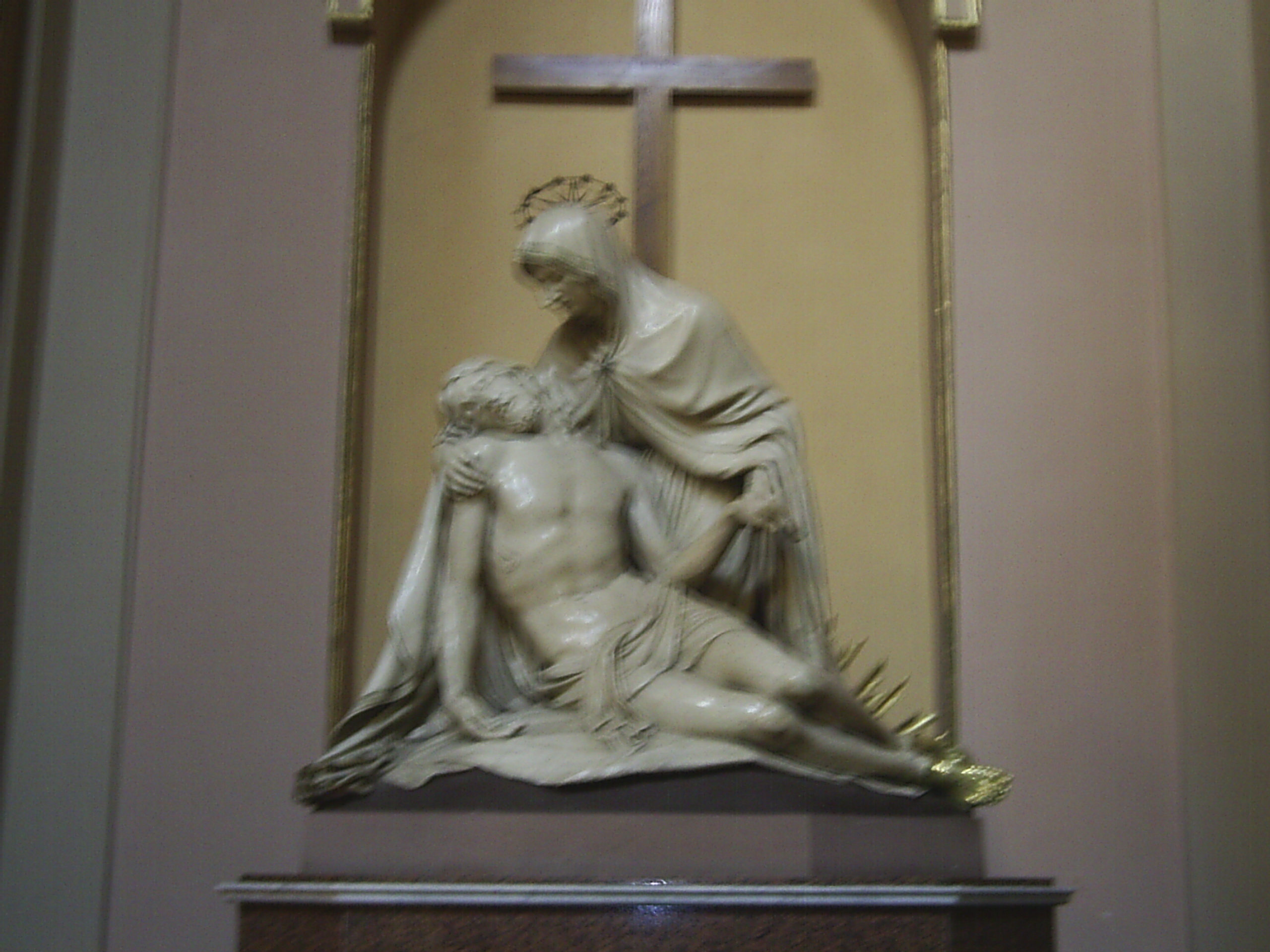
La Pietà di Theodor Wilhelm Achtermann a Rocca di Papa
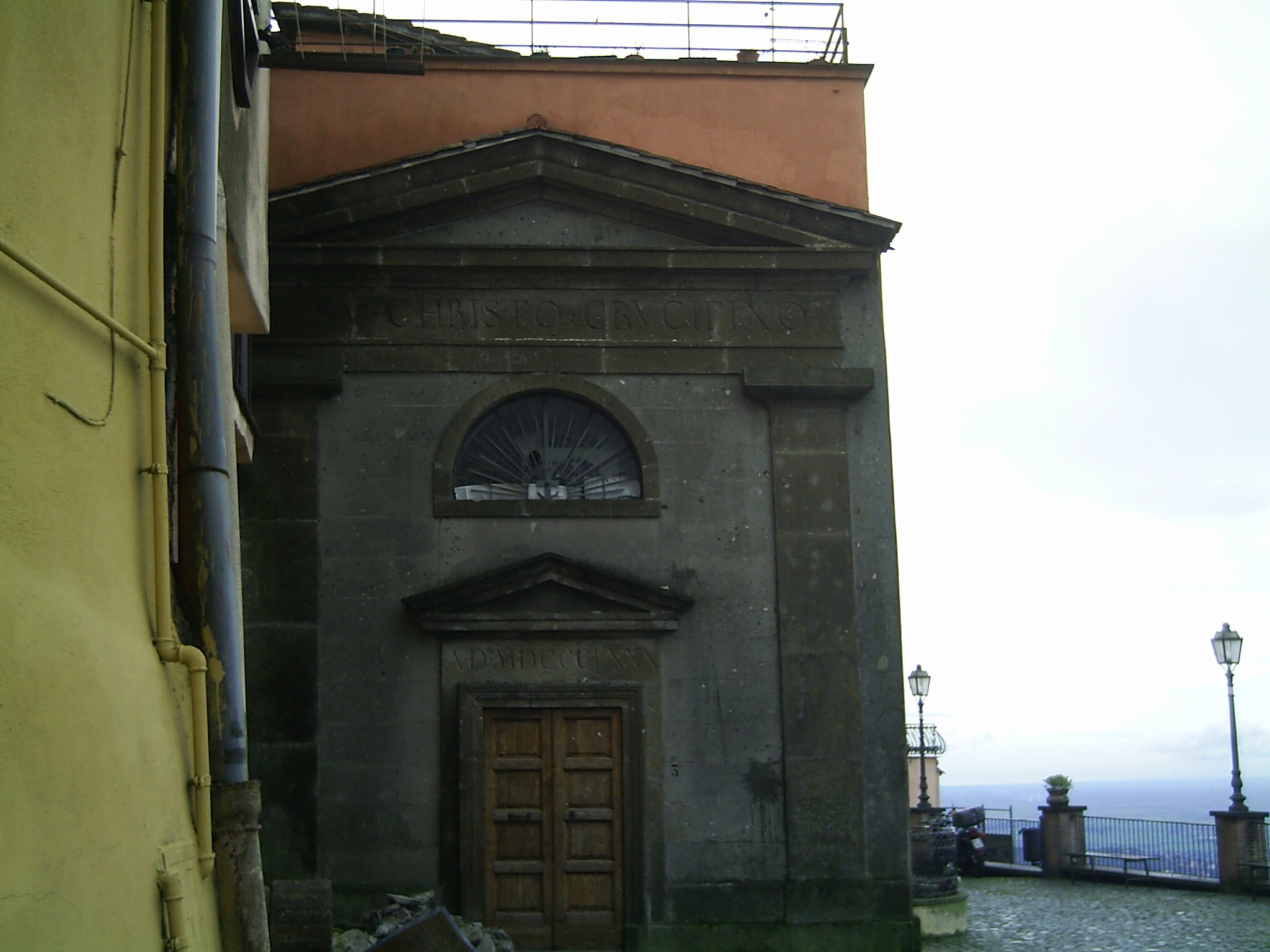
Chiesa del Crocefisso di Rocca di Papa
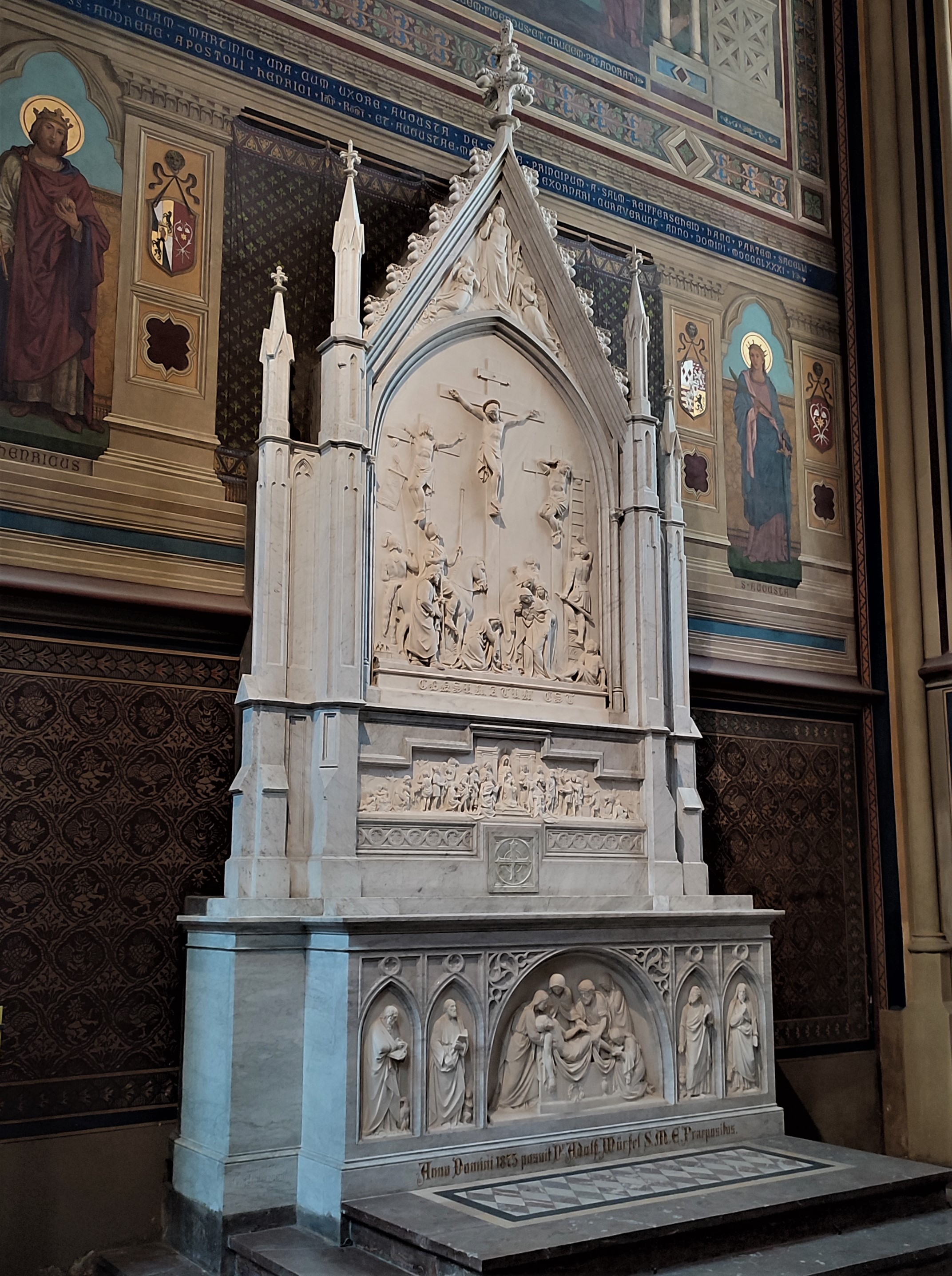
Altare della passione, Cattedrale di San Vito (Praga)